# كتاب البيان العربي (بابية)
كتاب البيان العربي هو الكتاب الذي كتبه الباب حوالي عام 1848 م. للكتاب شقيق أكبر هو كتاب البيان الفارسي. الكتاب هو عمل غير مكتمل، لا يحتوي إلا على أحد عشر وحدة. تخدم كل وحدة كفصل وتحتوي على تسعة عشر بابا. قواعد اللغة غير منتظمة للغاية. وتمت كتابة الكتاب حين كان الباب مسجونا في ماكو، إيران.

## مضمون الكتاب
الموضوع الرئيسي الذي تناوله كتاب البيان كان الظهور الوشيك لرسول ثانٍ يبعثه الله، يكون أعظم شأناً من الباب نفسه، ويحمل رسالةً جديدة لبدء عهد من العدل والسلام، وهو ما وعد به كلٌّ من الدين الإسلامي واليهودي والمسيحي، بالإضافة إلى كلّ دين عالمي آخر اعتنقه البشر.
حين أشار الباب إلى ذلك الرسول القادم استخدم عبارة رمزيّة وَصَفَتْهُ بأنّه «مَنْ يُظْهِرُه الله». وأَكّد استقلالية ذلك الرسول وسيادته الكاملة فصرّح «بأنّه لا يستشار بإشارتي ولا بما نزل في البيان.» كما وضّح الباب أيضاً الهدف الرئيس لرسالته هو فقال: «إنَّ الهدف من هذا الظهور، وكلّ ما سبقه من الظهورات الأخرى، ليس إلاّ الإعلان عن مجيء مَنْ يُظْهِرُه الله وبعث رسالته.» وبما أنَّ جوهر الإنجازات الإِنسانية كافة موجودة في تعاليم هذا الظهور الإلهي الموعود فإنَّ «الدين كلّه يكمن في نصر ذلك الظهور ودعمه.» ولقد اعتبر الباب أنَّ التاريخ الإِنساني قد بلغ نقطة تحوّل رئيسة، وكان هو بمثابة «صوت الصارخ الذي كان ينادي في بريّة البيان» بأنَّ الإِنسانية بدأت بالدخول في مرحلة نضجها الجماعي.

### تفسير البهائية
يفسر أتباع الديانة البهائية على أن من يظهره الله هو حسين علي نوري المعروف بلقب بهاء الله، وأنه المبشر به من قبل الباب.

### تفسير الأزلية
فسر أتباع الأزلية البابية أن من يظهره الله سيكون بعد ألف سنة من صعود الباب، وأن خليفة الباب هو صبح أزل كما هو مكتوب في لوح الوصايا الذي كتبه الباب.

## صور

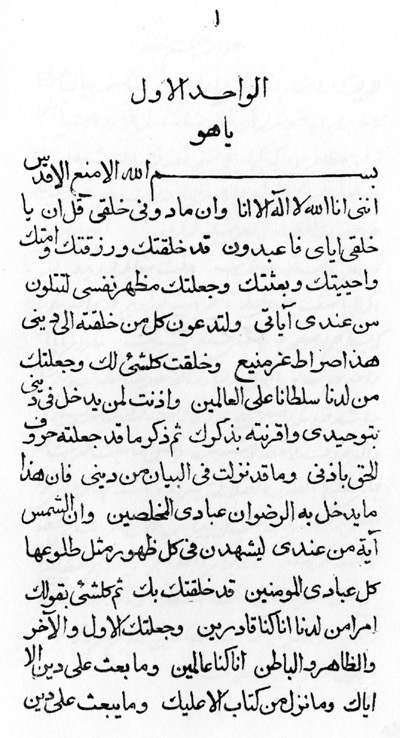
الصفحة الأولى من البيان العربي

## وصلات خارجية
- خلاصة وافية عن كتاب البيان العربي
- نص كتاب البيان العربي